# الرباط (القفر)

تعديل مصدري - تعديل

الرباط هي إحدى قرى عزلة بني سيف العالي بمديرية القفر التابعة لمحافظة إب، بلغ تعداد سكانها 189 نسمة حسب تعداد اليمن لعام 2004.